# Decio Trovati
Decio Guglielmo Romolo Trovati (* 16. Oktober 1906 in Genua; † 21. Juni 1968 in Mailand) war ein italienischer Eishockeyspieler.

## Karriere
Decio Trovati nahm für die italienische Eishockeynationalmannschaft an den Olympischen Winterspielen 1936 in Garmisch-Partenkirchen teil. Auf Vereinsebene spielte er für den Hockey Club Milano, mit dem er in den Jahren 1925, 1926, 1927, 1930 und 1933 jeweils den italienischen Meistertitel gewann. Zudem wurde er 1936 Italienischer Meister mit dem HC Diavoli Rossoneri Milano sowie 1941 mit dem Fusionsverein AMDG Milano.

## Erfolge und Auszeichnungen
- 1925 Italienischer Meister mit dem Hockey Club Milano
- 1926 Italienischer Meister mit dem Hockey Club Milano
- 1927 Italienischer Meister mit dem Hockey Club Milano
- 1930 Italienischer Meister mit dem Hockey Club Milano
- 1933 Italienischer Meister mit dem Hockey Club Milano
- 1936 Italienischer Meister mit dem HC Diavoli Rossoneri Milano
- 1941 Italienischer Meister mit dem AMDG Milano